# 판텔로사우루스

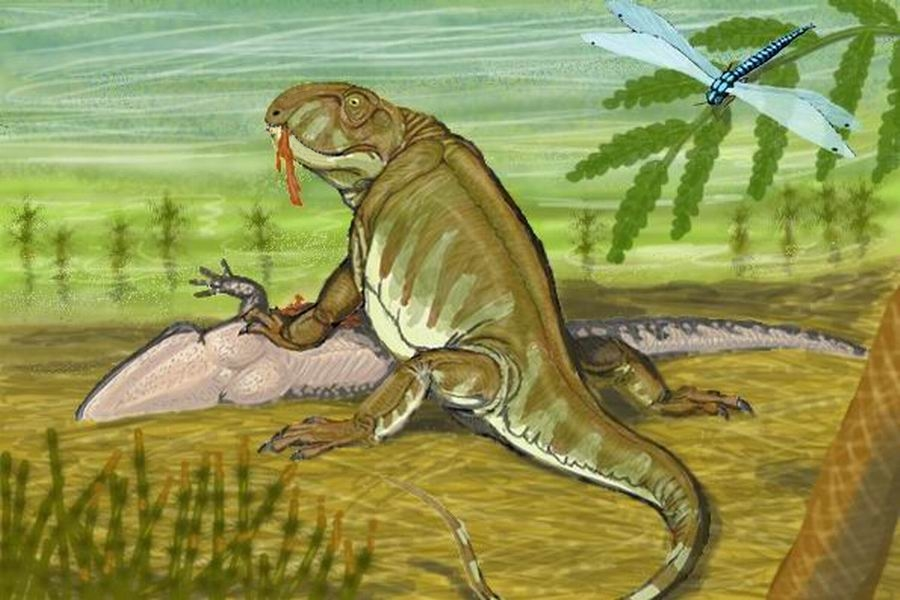

판텔로사우루스(학명: Pantelosaurus saxonicus)는 반룡목 스페나코돈과에 속하는 도마뱀이다. 지금은 멸종된 종으로서 전체적인 몸길이가 3~4m인 거대한 도마뱀이다.

## 특징
판텔로사우루스('완전한 도마뱀'이라는 뜻이다.)는 독일 작센의 페름기 전기(아셀리아기)에서 멸종된 기초 스피나코돈트속이다. 그것은 판텔로사우루스 색소닉쿠스라는 단일 종을 포함하고 있다. 판텔로사우루스는 두개골과 두개골 부분 골격을 포함한 약 6개의 개체로 알려져 있다. 모든 표본은 드레스덴의 쾨니긴-카롤라-샤흐트 지역에서 수집되었으며 이는 시수랄 시리즈의 아스라 단계로 거슬러 올라가며 하부 로틀리겐드 그룹(Döhlen Basin)의 최상부에서 약 299–29640만년전이다. 판텔로사우루스는 1925년에 프리드리히 폰 후네에 의해 처음 기술되고 이름이 붙여졌으며 모식종은 판텔로사우루스 색소닉쿠스이다. 총칭은 원래 화석 표본의 거의 완전한 상태를 가리키는 그리스어 판텔로스 "완성, 완료"에서 유래되었으며 동물의 두개골과 골격의 대부분에 대한 정보를 제공한다. 종명은 완모형이 발견된 작센 자유주의 이름에서 유래했다. 분류학적으로 보면 판텔로사우루스는 폰 후엔에 의해 펠리코사우루스로 처음 묘사되었다. 1940년에 알프레드 셔우드 로머와 르웰린 프라이스는 펠리코사우루스의 분류법을 개정하고 판텔로사우루스를 합토두스와 동의어로 만들어 새로운 합토두스 색소닉스를 만들었다. 1977년에 햅토두스의 새로운 종을 기술한 후에 커리(1979년)는 쿠틀레리아 윌마티뿐만 아니라 유럽의 모든 햅토돈과 바일레이의 종류를 동의어로 삼았다. 이후 로린(1993년과 1994년)은 합토돈아과가 기저 스피나코돈트의 다계급을 나타내는 것으로 간주하고 판텔로사우루스를 다른 속과 종으로 재검증했다. 그의 수정은 그 후에 받아들여졌다. 판텔로사우루스를 포함한 세 가지 계통학적 분석만이 있었다. 라우린(1994년), 프로비스츠 이트 아르.(2011년), 벤슨(2012년)은 합토두스 가넷텐시스(커리, 1977년)보다 더 파생된 기초 스페나코돈으로 또는 그와 함께 다제술에서 이를 회복했다.아래 분지도는 벤슨(2012년) 이후의 다른 시냅스류 중에 판텔로사우루스의 계통발생학적 위치를 보여준다. 판텔로사우루스는 스페나코돈과에 속하는 단궁류에 속하는 종이지만 다른 스페나코돈과의 도마뱀들과 달리 등에는 체온을 조절하는 기능을 가진 돛이 없다. 그대신 몸통이 다른 스페나코돈에 비해서 더욱 크며 다리도 잘 발달되어 있다. 또한 생존했던 시기에는 녹색의 피부와 흰색의 배를 가진 도마뱀이였을 것으로 추정된다. 꼬리도 매우 길게 발달되어 있다. 양턱에는 총 15~25개의 날카로운 톱니 모양을 가진 이빨들을 가지고 있다. 먹이로는 당대에 서식했던 곤충, 절지동물, 무척추동물, 양서류, 작은 동물들을 주로 잡아먹고 살았을 육식성의 도마뱀으로 추정되는 종이다.

## 생존시기와 서식지와 화석의 발견
판텔로사우루스가 생존했었던 시기는 고생대의 페름기로서 지금으로부터 2억 9000만년전~2억 4500만년전에 생존했었던 종이다. 생존했었던 시기에는 유럽을 중심으로 하여 당시에 존재했었던 초원, 산림에서 주로 서식했었던 도마뱀이다. 화석의 발견은 1925년에 독일 작센 지방의 페름기에 형성된 지층에서 유럽의 고생물학자인 프리드리히 폰 후네에 의하여 처음으로 화석이 발견되어 새롭게 명명된 종이다.

## 같이 보기
- 파충류
- 고생대
- 페름기
- 단궁류
- 반룡류
- 도마뱀
- 화석